# 劉薇
劉 薇（りゅう うぇい Liu Wei）は中国出身のヴァイオリニスト、料理研究家、京都情報大学院大学の教授である。

## 略歴
中国蘭州市生まれ。西安音楽学院卒業、同音楽大学バイオリン科教師。桐朋学園大学に留学、その後東京芸術大学大学院修士、博士課程修了。学位論文「ヴァイオリニスト・作曲家としての馬思聡研究」及び馬思聡作品の演奏により、演奏分野では数少ない音楽博士号（D.M.A）を授与される。国内外での演奏のほか、共立女子大学で「アジア文化論～中国の芸術」を講義。文化大革命の中での音楽経験の講演など、活動は多岐にわたる。 持病の腎臓病を克服するためのレシピ本「人工透析なしで10年！でも元気な私の食生活」と体験本「なぜ私は人工透析を拒否してきたか」を著す。2019年に夫婦間生体腎移植を受けた。 演奏活動のかたわら「劉薇と雑穀の会」を立ち上げ、生産者との交流や講演会、料理教室を開催し、食の大切さを伝える活動をしている。

## 経歴
- 1984年 （中国）西安音楽学院卒[6]
- 1986年 桐朋学園大学留学[1]
- 1999年 東京芸術大学大学院博士課程修了（音楽博士）[7]
- 2023年 京都情報大学院大学教授[8]

## 論文・記事
- 劉薇「『音楽の世界』と助川敏弥先生との出会い,そして今」,音楽の世界=The world of music:音楽家がつくる芸術・社会のための季刊誌/日本音楽舞踊会議編 59(2),42-47,2020 CRID:1524232505397237376
- 劉薇「中国と日本の架け橋から世界へ発信--ヴァイオリニスト 劉薇さん」,レッスンの友社,ストリング=String:弦楽専門誌 24(11),50-53,2009-11 CRID:1520010380786084352
- 劉薇,原納暢子「家族のかたち(329回)バイオリニスト・音楽博士 劉薇 文革の中国で秘密裏に楽器を得て手製の楽譜でバイオリン習わせた父」,読売新聞東京本社,読売ウイークリー67(25),38-41,2008-06-15 CRID:1523388080717051520
- 劉薇「人流インタビユー この人に聞く(30)中国から日本に留学して東京芸大で博士号を取得したヴァイオリン奏者 劉薇さん」,入管協会,国際人流=The Immigration newsmagazine 15(12),38-41,2002-12 CRID:1524232505946071040
- 劉薇「随筆 父そして馬思聡」,産経新聞社,正論(361),31-33,2002-09 CRID:1522825130052545920
- 劉薇,助川敏弥,道下京子「中国の女性ヴァイオリニスト劉薇さんに聞く--馬思聡の作品をライフワークにして」,音楽の世界=The world of music:音楽家がつくる芸術・社会のための季刊誌/日本音楽舞踊会議編 39(3),4-14,2000-03 CRID:1520854806224114944
- 劉薇,戸田紗織「インタビュー ヴァイオリン博士・劉薇--馬思聡と中国現代音楽事情を語る(2)」,芸術現代社,音楽現代30(1),114-117,2000-01 CRID:1522543654688293248
- 劉薇,戸田紗織「インタビュー ヴァイオリン博士・劉薇--馬思聡と中国現代音楽事情を語る」,芸術現代社,音楽現代29(12),111-113,1999-12 CRID:1520010380662882176
- 劉薇「ヴァイオリン演奏家・作曲家としての馬思聡研究」,東京芸術大学博士論文（音楽）甲第108号(博音第37号),1999-03-25 CRID:1110564260181749120

## 著書
- 劉薇「なぜ私は人工透析を拒否してきたか:腎不全発症から10年:自分らしく生きるためにやってきたこと」,きずな出版,2015.5 CRID:1130282269561140224 ISBN 9784907072322
- 劉薇「人工透析なしで10年!でも元気な私の食生活:腎臓を養う雑穀レシピ」,講談社,2014.11 CRID:1130282269603127808 ISBN 9784062996228

## ディスコグラフィ
- 劉薇,ウォン・ウィンツァン「SORA NO UTA～宙の詩」,エム・バイ・ミュージックス,2023[9]
- 劉薇,長久真実子「ヘンデル:ヴァイオリン・ソナタ集」,2016
- 劉薇,小川和隆「鳥の歌～平和へ」,Northern Lights Records,2014[10]
- 劉薇,寺嶋陸也,貴志康一,山田耕筰,助川敏弥,矢代秋雄,椎野伸一「日本のヴァイオリン作品集=The famous Japanese violin works」,日本伝統文化振興財団 (発売),ビクターエンタテインメント(販売),2009 CRID:1130282269517376768 NACSIS-CATレコードID:BB01621605
- 馬思聡,劉薇「ヴァイオリン作品集 3」,オクタヴィア・レコード,アウローラ・クラシカル,2004.8<YMC11-J17281> 国立国会図書館書誌ID:000010363863
- 馬思聡,劉薇「Liu Wei plays Ma Sicong's works for violin」,Victor,1999 CRID:1130000795196087680 NACSIS-CATレコードID:BA46671507
- 馬思聡,劉薇,椎野伸一,東京芸術大学管弦楽研究部,Lockhart James「『馬思聡』の音楽世界」,Victor,1999 CRID:1130282269840558848 NACSIS-CATレコードID:BA46668342
- 馬思聡,劉薇,椎野伸一「『馬思聡』詩意の境地に迫る」,Victor,1999 CRID:1130282272884617856 NACSIS-CATレコードID: BA46676828